# 利休鼠
利休鼠（りきゅうねず、りきゅうねずみ）は緑色がかった灰色。
江戸時代後期の「四十八茶百鼠」と呼ばれる流行色の一つで、織田信長や豊臣秀吉の茶頭であった安土桃山時代の堺の商人千利休とは関係が無い。
名の由来として「地味で控えめな色彩であることから、侘びた色として侘茶を大成させた利休を連想した。」「地味で品のある色合いから、利休好みの色と想像された。」「抹茶のような緑から利休を連想した。」などの説がある。
同じく歴史上の有名人の名を冠した流行色には「小町鼠」などがある。

## 近似色
- 灰色